# 1er janvier
Pour les articles homonymes, voir 1er janvier (homonymie).
1er décembre 1er février
Chronologies thématiques
- Croisades
- Ferroviaires
- Sports
- Disney
- Anarchisme
- Catholicisme

Abréviations / Voir aussi
- (° 1852) = né en 1852
- († 1885) = mort en 1885
- a.s. = calendrier julien
- n.s. = calendrier grégorien
- Calendrier
- Calendrier perpétuel
- Liste de calendriers
- Naissances du jour

Le 1er janvier est dit Jour de l'an (nouveau) ou du Nouvel An parce que premier jour de l'année qualifiée aujourd'hui de civile du calendrier grégorien, et à ce titre férié dans de nombreux pays.
Il reste après lui 364 jours avant la fin de l'année, 365 en cas d'année bissextile.
C'est également le premier jour des premiers des deux semestres et quatre trimestres annuels et du mois de janvier.
Il n'a pas toujours été le premier jour de l'année. Au Moyen Âge l'année commençait par exemple à la date mobile de Pâques. En France c'est depuis un édit de Roussillon en 1564 que l'année commence officiellement ce jour.
Son équivalent était le plus souvent le 12e jour du mois de nivôse du calendrier républicain français, officiellement dénommé jour de l'argile.

## Événements

### IIesiècleav. J.-C.
- -153 : le consul ordinaire de la Rome antique républicaine entre en charge le 1er janvier (januarius) et non plus le 1er mars (martius), ce premier jour de l'année consulaire est ainsi définitivement fixé à Rome de même qu'au début de plusieurs années ultérieures y compris sous la période plus tardive de l'Empire.

### Iersiècleav. J.-C.
- -45 : entrée en vigueur du calendrier julien de Sosigène d'Alexandrie, sur ordre de Jules César, dont l'année dura 445 jours, un record, à Rome[1].
- -38 :
  - début à Rome du consulat d'Appius Claudius Pulcher et de Gaius Norbanus Flaccus, avec pour suffects Lucius Cornelius Lentulus et Lucius Marcius Philippus ;
  - début de l’Ère d'Espagne.

### IIesiècle

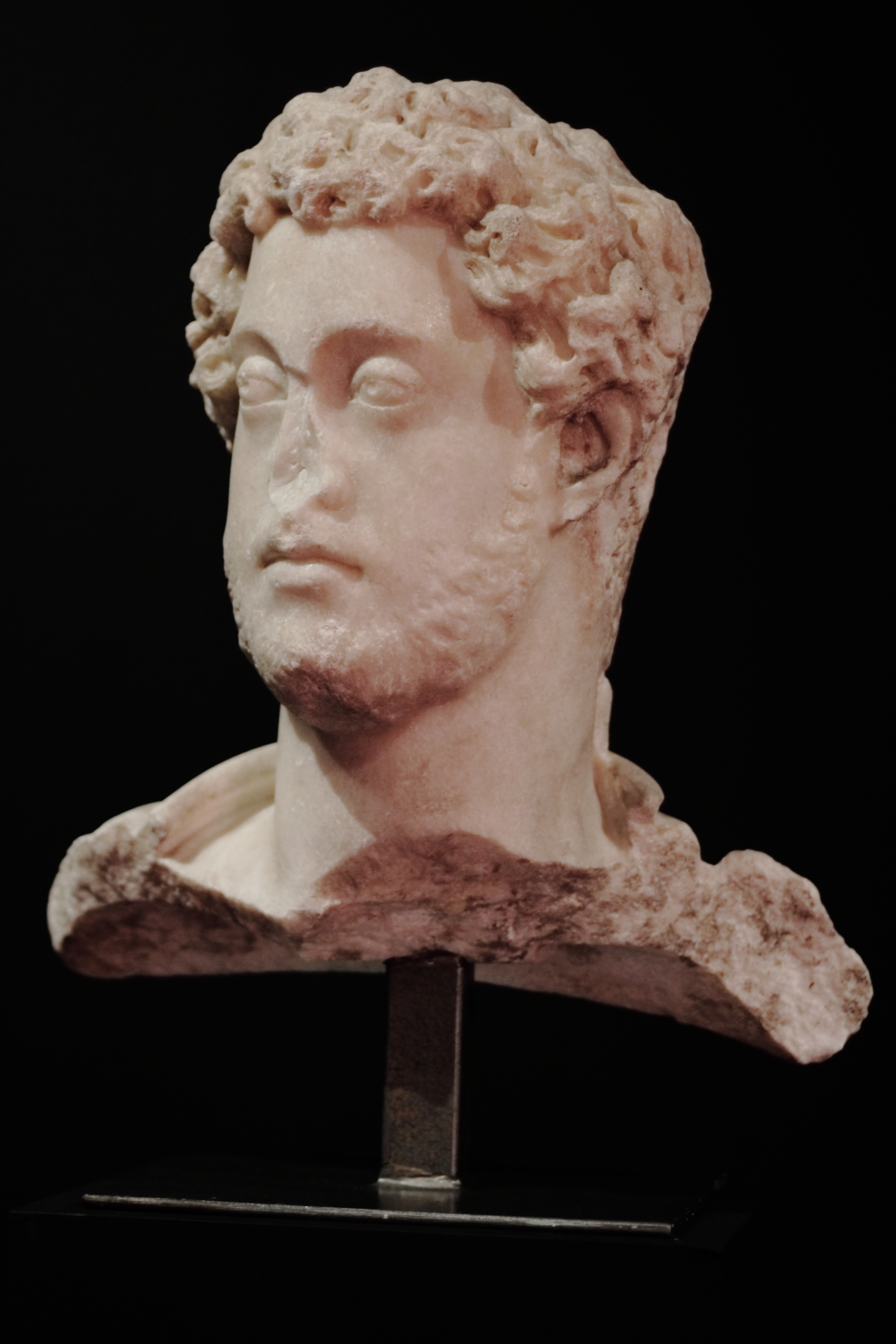
Commode.

- 177 : Commode devient coempereur romain.
- 193 : le Sénat proclame Pertinax empereur romain, le lendemain de l'assassinat dudit Commode.

### Vesiècle
- 414 :
  - le roi des Wisigoths, Athaulf, épouse, à Narbonne, Galla Placidia, fille de l'empereur romain Théodose.
  - Constance, commandant suprême des légions de l'empire d'Occident et futur second mari de ladite "Augusta", devient d'abord, pendant ce temps, Premier consul, puis patrice en 415[2].
- 417 : l'empereur Honorius décide de partager pour la seconde fois la charge annuelle de consul avec le général Constance (futur empereur romain d'Occident)[3].
- 437 : à Ravenne, Galla Placidia Augusta, mère de l'empereur Valentinien III, reçoit Aetius et ses Huns, après l'avoir fait nommer à distance Premier ministre de l'Empire romain d'Occident en difficulté, et patrice, autrement dit « gouverneur » de cette partie de l'Empire[4].

### XIesiècle
- 1001 : couronnement du roi Étienne Ier de Hongrie.
- 1068 : à la mort de Constantin X, sa femme, l'impératrice Eudocie, épouse Romain Diogène, qui est couronné le jour même empereur byzantin.

### XIIesiècle
- 1127 : les barons anglo-normands prêtent serment de reconnaître Mathilde l'Emperesse comme héritière du trône.

### XIIIesiècle
- 1259 :
  - Michel VIII Paléologue se fait couronner empereur, conjointement avec sa femme Théodora Vatatzès et avec Jean IV.
  - Al-Muzaffar Sayf ad-Dîn Qutuz renverse Al-Mansur Nur ad-Dîn Ali ben Aybak, et devient à son tour sultan d'Égypte.

### XVesiècle
- 1438 : Albert II du Saint-Empire est couronné roi de Hongrie.
- 1450 : prise de Harfleur par Charles VII (fin de la guerre de Cent Ans).

### XVIesiècle
- 1515 : mort du roi Louis XII de France, son cousin François Ier lui succède.
- 1523 : les chevaliers de l'ordre de Saint-Jean de Jérusalem quittent définitivement la Méditerranée orientale.
- 1531 : fondation portugaise de la ville de Rio de Janeiro (Rivière de Janvier), sur l'océan Atlantique.
- 1537 : mariage de Madeleine de France, fille de François Ier, avec le roi Jacques V d'Écosse[5].

### XVIIesiècle
- 1622 : le 1er janvier devient le jour de l'an dans tous les pays catholiques, sur décision du Pape[6].
- 1651 : Charles II d'Angleterre est couronné roi d'Écosse.

### XVIIIesiècle
- 1707 : Jean V est couronné roi de Portugal.

### XIXesiècle
- 1801 : achèvement de l'union légale de la Grande-Bretagne et de l'Irlande, qui forment le Royaume-Uni de Grande-Bretagne et d'Irlande.
- 1804 : indépendance de Haïti vis-à-vis de la France consulaire.
- 1808 :
  - les États-Unis interdisent l'importation d'esclaves via l'Act Prohibiting Importation of Slaves[7].
  - le militaire néerlandais Herman Willem Daendels prend ses fonctions de gouverneur des Indes orientales néerlandaises à Batavia (fin en 1810)[8].
  - La Sierra Leone devient la première colonie de la couronne britannique en Afrique noire[réf. souhaitée].
- 1814 : proclamation du comte de Provence, aîné des frères cadets survivants de Louis XVI (le futur Louis XVIII), invitant ses « sujets » français à bien accueillir les envahisseurs alliés.
- 1833 : le Royaume-Uni proclame sa souveraineté sur les îles Malouines. Proclamation d'émancipation des esclaves en 1863.

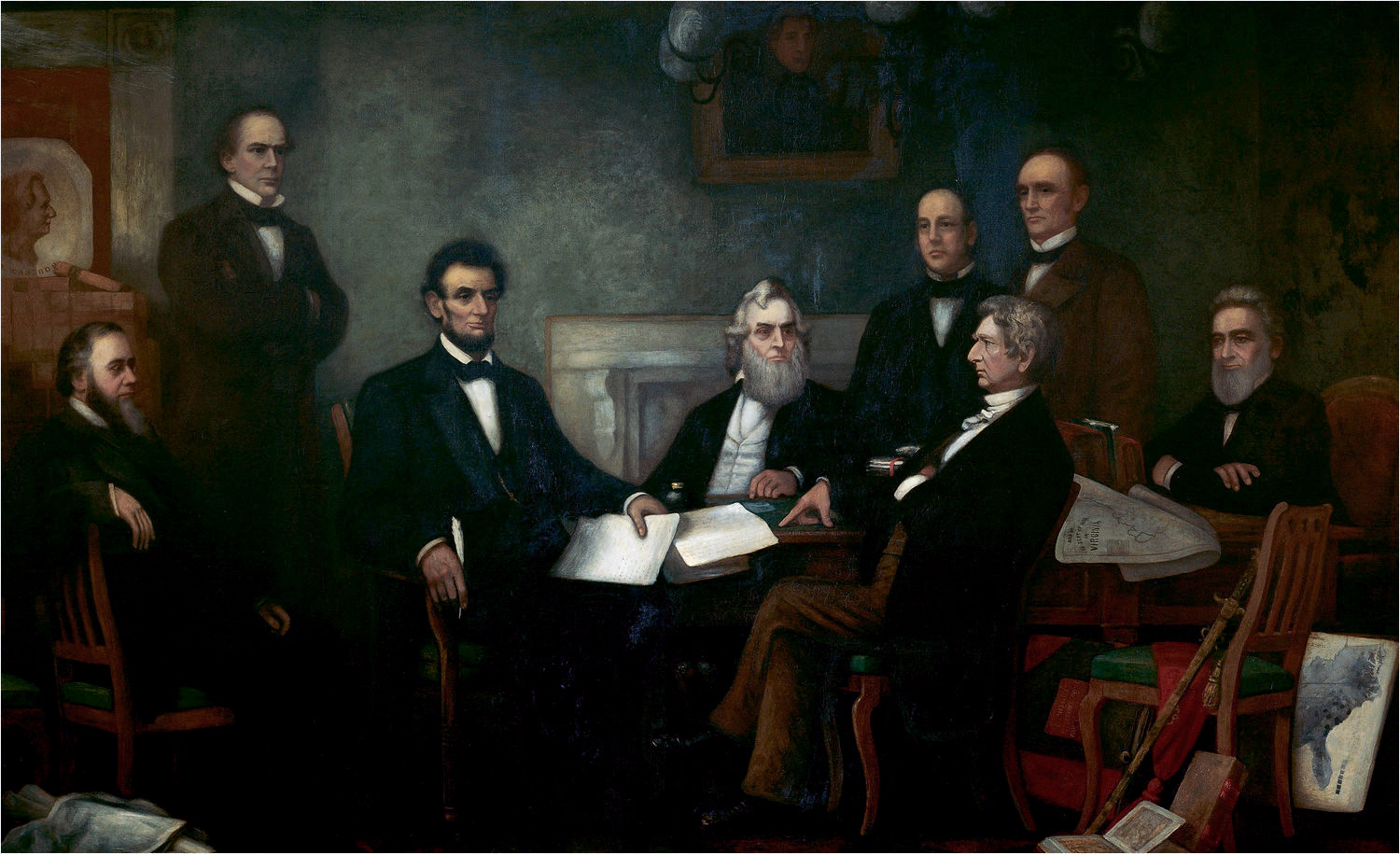
Proclamation d'émancipation des esclaves en 1863.

- 1861 : invasion du Mexique par Porfirio Díaz.
- 1863 : Abraham Lincoln proclame l'émancipation des esclaves de l'Union.
- 1874 : disparition de la Compagnie anglaise des Indes orientales.
- 1877 : la reine Victoria du Royaume-Uni est proclamée en outre « impératrice des Indes ».
- 1890 : l'Érythrée est unifiée en une colonie par le gouvernement italien.
- 1899 : Cuba est placée sous administration provisoire américaine.

### XXesiècle
- 1901 :
  - le Nigéria passe sous protectorat britannique ;
  - indépendance de l'Australie.
- 1912 : constitution du gouvernement de la république de Chine par Sun Yat-sen.
- 1916, première guerre mondiale, colonisations : l'entrée des troupes alliées à Yaoundé marque la fin de la colonie allemande du Cameroun.
- 1920 : contre-offensive de l'Armée rouge contre les troupes pro-tsaristes du général Denikine.
- 1927 :
  - installation d'un gouvernement nationaliste à Hankou (Chine) ;
  - début de la guerre des Cristeros.
  - dissolution de l'Union latine.
- 1928 : l'adjoint de Staline, Boris Bajanov, s'enfuit d'Union soviétique et gagne l'Iran.
- 1935 : Mustafa Kemal, chef de l'État turc, prend le nom de « Kemal Atatürk ».
- 1939 : Première édition du Concert du Nouvel An à Vienne.
- 1942 : déclaration de l'Organisation des Nations unies.
- 1945, fin de la seconde guerre mondiale :
  - massacre de Chenogne, en représailles de celui de Baugnez ;
  - opération Bodenplatte, menée par la Luftwaffe, dans le cadre de la bataille des Ardennes ;
  - lancement de l'opération Nordwind par la Wehrmacht.
- 1947 : en Allemagne post-nazie, regroupement des zones occupées par les Britanniques et les Américains en bizone.
- 1948 : entrée en vigueur de la Constitution de l'Italie (république post-monarchiste et post-fasciste).
- 1951 : en Corée, les forces nord-coréennes et chinoises franchissent les frontières fixées par l'ONU, sur le 38e parallèle nord.
- 1956 : indépendance du Soudan vis-à-vis du Royaume-Uni.
- 1958 : entrée en vigueur des traités européens instituant le Marché commun et l'Euratom.

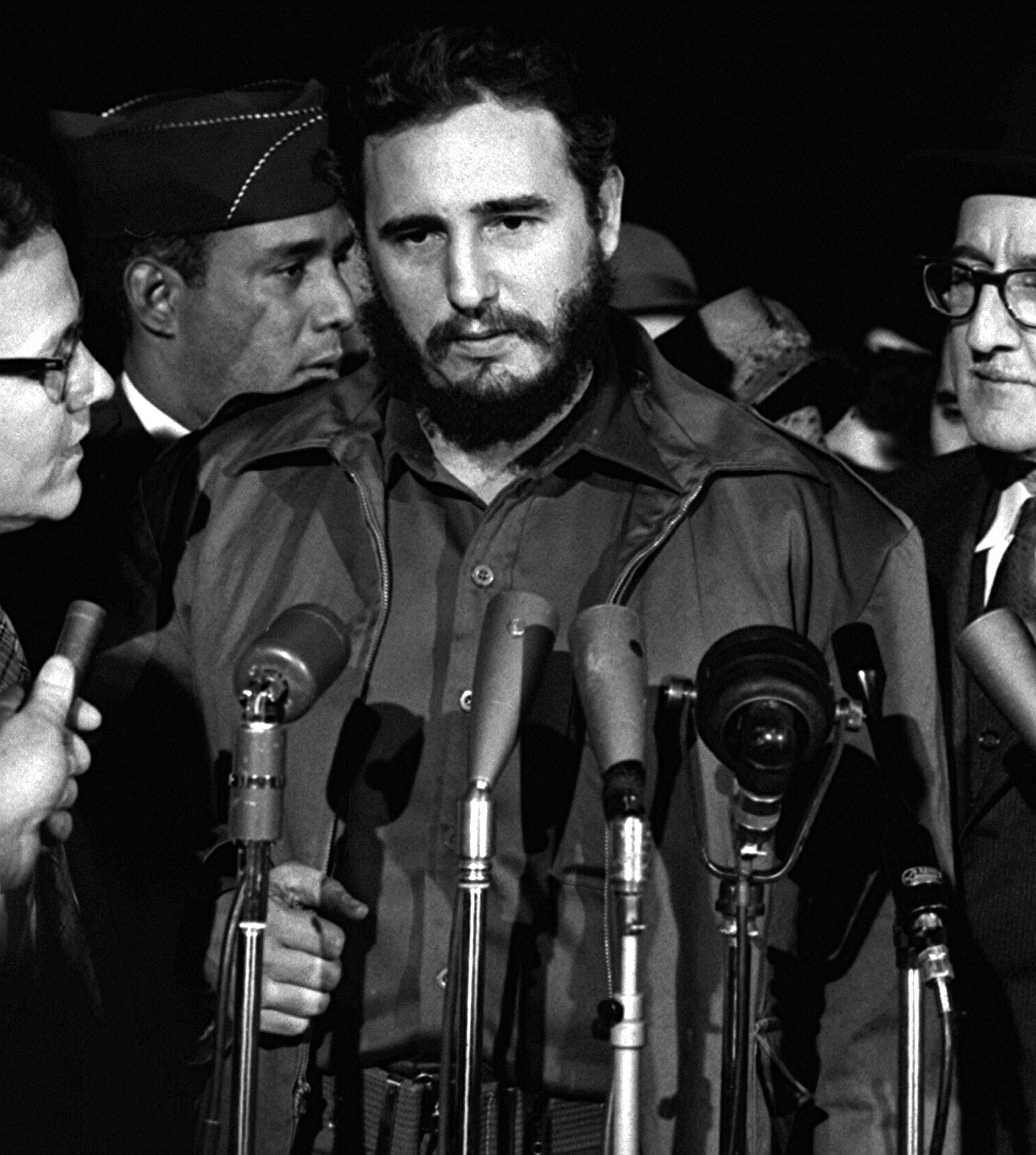
Fidel Castro en 1959.

- 1959 : à la suite de la victoire des révolutionnaires cubains dirigés par Fidel Castro, le dictateur Fulgencio Batista se réfugie à la Dominique.
- 1960 : le Cameroun devient la première des 18 colonies africaines françaises à accéder à l'indépendance, après la Guinée en 1958.
- 1962 : les Samoa occidentales deviennent le premier État indépendant de Polynésie.
- 1964 : la Fédération de Rhodésie et du Nyassaland est dissoute, et divisée en Malawi et Zambie.
- 1965 : création du Parti démocratique populaire d'Afghanistan.
- 1966 : après le coup d'État de la Saint-Sylvestre, Jean-Bedel Bokassa devient le 2e président de la République centrafricaine.
- 1970 : le Congrès américain vote une loi limitant le rôle militaire des États-Unis dans le Sud-Est asiatique.
- 1972 : l'Autrichien Kurt Waldheim devient secrétaire général des Nations unies.
- 1973 : le Danemark, le Royaume-Uni et l'Irlande intègrent la Communauté économique européenne. L'Angleterre tentera d'en sortir en 2021.
- 1979 : les États-Unis et la Chine populaire nouent des relations diplomatiques.
- 1981 : la Grèce intègre la Communauté économique européenne (C.É.E.).
- 1982 : l'homme politique péruvien Javier Pérez de Cuéllar devient le premier Latino-Américain secrétaire général de l'Organisation des Nations unies.
- 1983 : le réseau ARPANET, l'ancêtre d'Internet, passe au protocole TCP/IP. C'est le début du réseau Internet.
- 1984 : le sultanat de Brunei accède à l'indépendance totale.
- 1985 : les États-Unis se retirent de l'UNESCO.
- 1986 : l'Espagne et le Portugal deviennent membres de la CEE, qui compte alors douze membres.

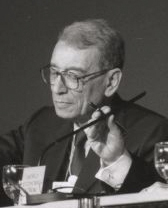
Boutros Boutros-Ghali, ici à Davos en 1995

- 1992 : Boutros Boutros-Ghali succède à Javier Pérez de Cuéllar au poste de secrétaire général des Nations unies.
- 1993 :
  - entrée en vigueur du Marché unique européen et de l'ouverture des frontières ;
  - accession à la souveraineté internationale de la République slovaque et de la République tchèque désormais séparées l'une de l'autre.
- 1994 : entrée en vigueur de l'ALENA.
- 1995 :
  - naissance de l'Organisation mondiale du commerce succédant au GATT ;
  - entrée de l'Autriche, la Finlande et la Suède dans l'Union européenne.
- 1997 :
  - déclenchement de l'opération Northern Watch contre l'Irak ;
  - Kofi Annan succède à Boutros Boutros-Ghali au poste de secrétaire général des Nations unies.
- 1998 :
  - un millier de rebelles hutus attaquent un camp militaire et un village situés près de l'aéroport de Bujumbura au Burundi (182 morts, dont 150 civils) ;
  - naissance de la Banque centrale européenne.
- 1999 : introduction de la monnaie européenne (l'euro).

### XXIesiècle
- 2001 : la Grèce entre dans la zone euro.
- 2002 :
  - entrée en vigueur du Traité Ciel ouvert, qui assure une surveillance aérienne de la totalité du territoire des États parties ;
  - l'euro est mis en circulation sous sa forme fiduciaire (pièces de monnaie et billets), dans 12 États membres de l'Union européenne, entrant progressivement en circulation dans de nouveaux États membres européens lors de 1er janvier suivants (ci-après).

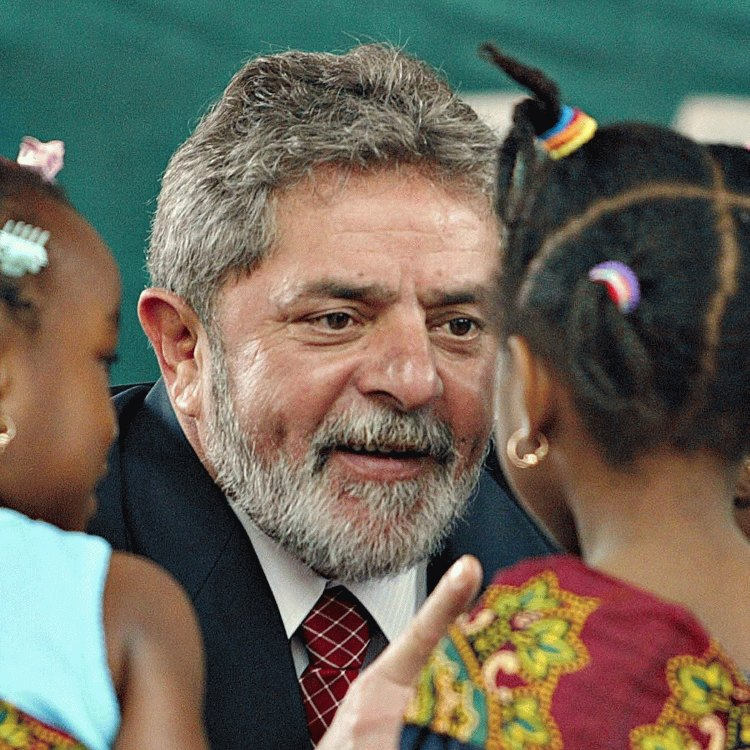
Luiz Inácio Lula da Silva, ici en 11 2003 au Mozambique

- 2003 : l'ancien leader syndical Luiz Inácio Lula da Silva dit Lula, devient le premier président brésilien de gauche.
- 2007 :
  - la Bulgarie et la Roumanie entrent dans l'Union européenne, hissant celle-ci à 28 États-membres ;
  - la Slovénie rejoint la zone euro ;
  - le Sud-Coréen Ban Ki-moon devient le nouveau secrétaire général des Nations unies en succédant à Kofi Annan.
- 2008 : la république de Chypre et Malte entrent dans la zone euro.
- 2009 :
  - la Slovaquie entre dans la zone euro ;
  - entrée en vigueur du nouveau redécoupage administratif du Groenland.
- 2011 :
  - l'Estonie entre dans la zone euro ;
  - nouveaux attentats anti-chrétiens, cette fois-ci en Égypte. Un terroriste islamiste tue 21 personnes, et en blesse 79 autres, devant une église catholique copte d’Alexandrie[9].
- 2014 : la Lettonie devient le 18e pays à adhérer à l’euro.
- 2015 : la Lituanie entre dans la zone euro.
- 2020 : la Croatie prend la présidence tournante du Conseil de l'Union européenne, succédant en cela à la Finlande.
- 2021 : le Portugal prend la présidence tournante du Conseil de l'Union européenne, succédant en cela à l'Allemagne.
- 2022 : la France prend la présidence tournante du Conseil de l'Union européenne, succédant en cela à la Slovénie[10].

- 2023 : la Croatie rejoint la zone euro et l'espace Schengen[11].
- 2024 : auto-dissolution de la république du Haut-Karabagh[12].
- 2025 : la Bulgarie et la Roumanie rejoignent pleinement l'espace Schengen (carte)[13].

## Arts, culture et religion

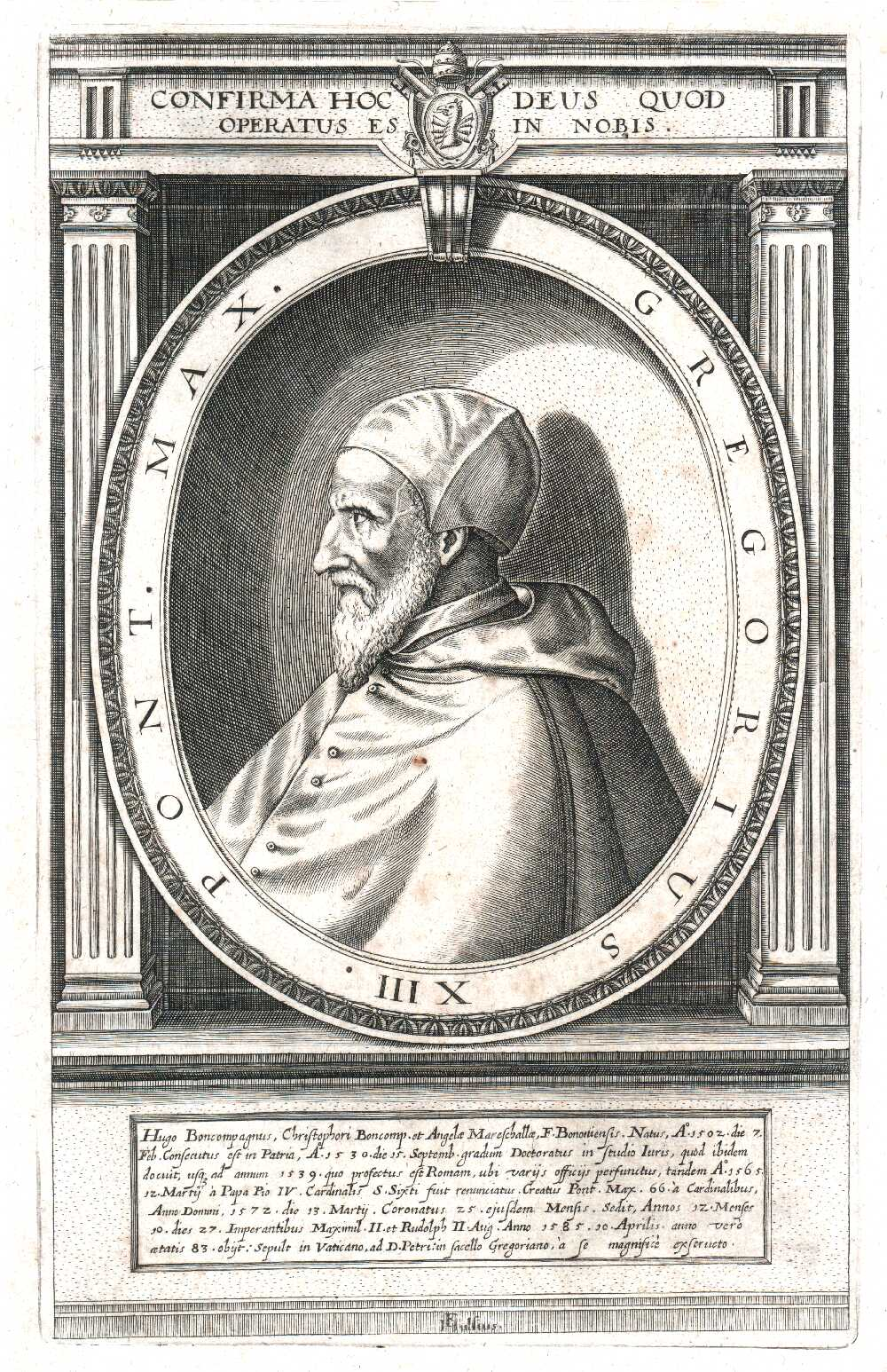
Grégoire XIII.

- 1582 : le pape Grégoire XIII impose le calendrier grégorien, afin de rétablir un retard de dix jours avec le Soleil. Il décide que le vendredi 15 octobre succédera directement au jeudi 4 octobre suivants. La réforme ne s'appliquera à ces dates qu'en Espagne et en Italie, mais, par exemple, qu'à partir des 9 aux 20 décembre 1582 seulement, en France...
- 1622 : le 1er janvier devient le jour de l'an dans tous les pays catholiques, sur décision du Pape[6].
- 1660 : Samuel Pepys commence son Journal.
- 1785 : à Londres, le Daily Universal Register est publié pour la première fois. Trois ans plus tard jour pour jour, le quotidien changera son nom pour celui de Times.
- 1818 : publication anonyme du roman épistolaire Frankenstein ou le Prométhée moderne, de Mary Shelley.
- 1890 : premier numéro du Mercure de France.
- 1927 : au Royaume-Uni, constitution de la British Broadcasting Corporation (BBC), qui prend la relève de la British Broadcasting Company.
- 1955 : naissance de la station française de radiodiffusion Europe 1.
- 1962 : en Angleterre, les Beatles, encore inconnus, enregistrent leurs premières chansons en studio mais la maison de disque Decca refuse de prendre le groupe sous contrat.
- 1995 : ouverture de l'Inathèque (France).

## Sciences et techniques
- 1502 : le navigateur Gaspar de Lemos découvre la Baie de Guanabara, qu'il a confondue avec une rivière et qu'il baptise alors Rio de Janeiro (Rivière de Janvier, en portugais, actuel Brésil).
- 1622 : le 1er janvier devient le jour de l'an dans tous les pays catholiques, sur décision du Pape[6].
- 1739 : Jean-Baptiste Lozier Bouvet découvre l'île Bouvet.
- 1801 : découverte du premier astéroïde (actuellement classé dans la catégorie des planètes naines), Cérès, par Giuseppe Piazzi.
- 1880 : le Français Ferdinand de Lesseps entame la construction du canal de Panama.
- 1970 : début de l'heure Posix.
- 1983 : le réseau Arpanet adopte la suite de protocoles TCP/IP qui sera la base d'Internet.
- 1989 : entrée en vigueur du Protocole de Montréal qui a pour objectif d'éliminer complètement les substances qui réduisent la couche d'ozone.
- 1995 : enregistrement de la vague Draupner dans la mer du Nord, confirmant l'existence de vagues scélérates.
- 2019 : la sonde New Horizons survole 2014 MU69 « Arrokoth », objet le plus lointain exploré par l’humanité.
- 2020 : l’espèce de poisson Psephurus gladius est déclarée éteinte[14].

## Économie et société

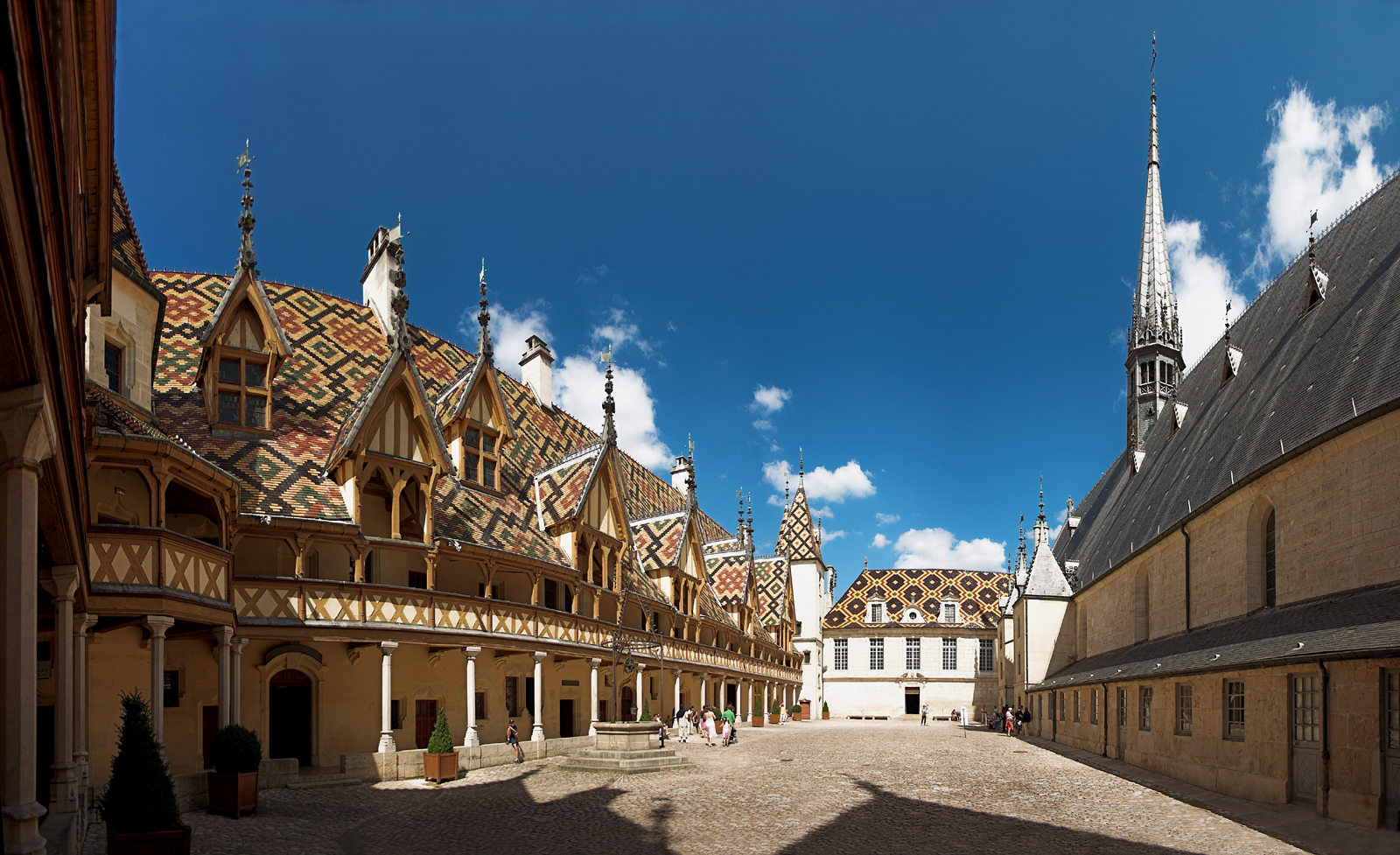
Cour intérieure des Hospices de Beaune

- 1369 : Louis II de Bourbon crée l'Ordre de l'Écu d'or.
- 1452 : en Bourgogne (France), le tout nouvel hôpital des Hospices de Beaune, l'Hôtel-Dieu, créé à l'initiative de Nicolas Rolin et de son épouse Guigone de Salins, accueille son premier patient.
- 1612 : au palais royal du Louvre à Paris, à la suite de la nuit du 24 au 25 décembre précédente, le jeune roi de 10 ans Louis XIII ne reçoit ses cadeaux que ce 1er janvier.
- 1614 : la reine mère et régente Marie de Médicis lui offre des bagues, des diamants…
- 1615 : cette période voit aussi se dérouler la cérémonie des écrouelles, pendant laquelle le roi « touche » et guérit les malades atteints de cette infection de la peau. En janvier de cette année, ils sont deux cents à l’attendre dans la Grande Galerie du palais[15][source insuffisante].
- 1622 : le 1er janvier devient le jour de l'an dans tous les pays catholiques, sur décision du Pape[6].
- 1673 : début de la distribution régulière de courrier entre New York et Boston, aux actuels USA.
- 1727 : Toussaint-François Rallier du Baty est "réélu" maire de Rennes pour deux ans. Quelques jours plus tard, il reçoit du roi Louis XV de France une médaille d’or pour services rendus, une distinction rare pour l’époque. Il demeure le plus « long » maire de cette ville jusqu'à ce jour[Quand ?], toutes époques et modes de désignations confondus[16].
- 1772 : émission des premiers chèques de voyage (travelers cheques), par la London Credit Exchange Company, dans 90 villes européennes.
- 1796 : en France, création du ministère de la Police.
- 1806 : abandon en France du calendrier républicain, et retour au calendrier grégorien.
- 1849 : émission du premier timbre-poste français, le 20 centimes noir, au type Cérès, par Barre.
- 1892 : Ellis Island, devant New York et près de la statue de la Liberté, devient le centre d'accueil emblématique des nouveaux immigrants en terre d'Amérique.
- 1898 : New York, formée jusque-là des districts de Manhattan et du Bronx, s'agrandit de Brooklyn, du Queens et de Staten Island; la métropole américaine s'enrichit du même coup d'1,4 million d'habitants, pour compter au total 3,4 millions de citoyens.Photographie aérienne de l'île d'Alcatraz, dans la baie de San Francisco

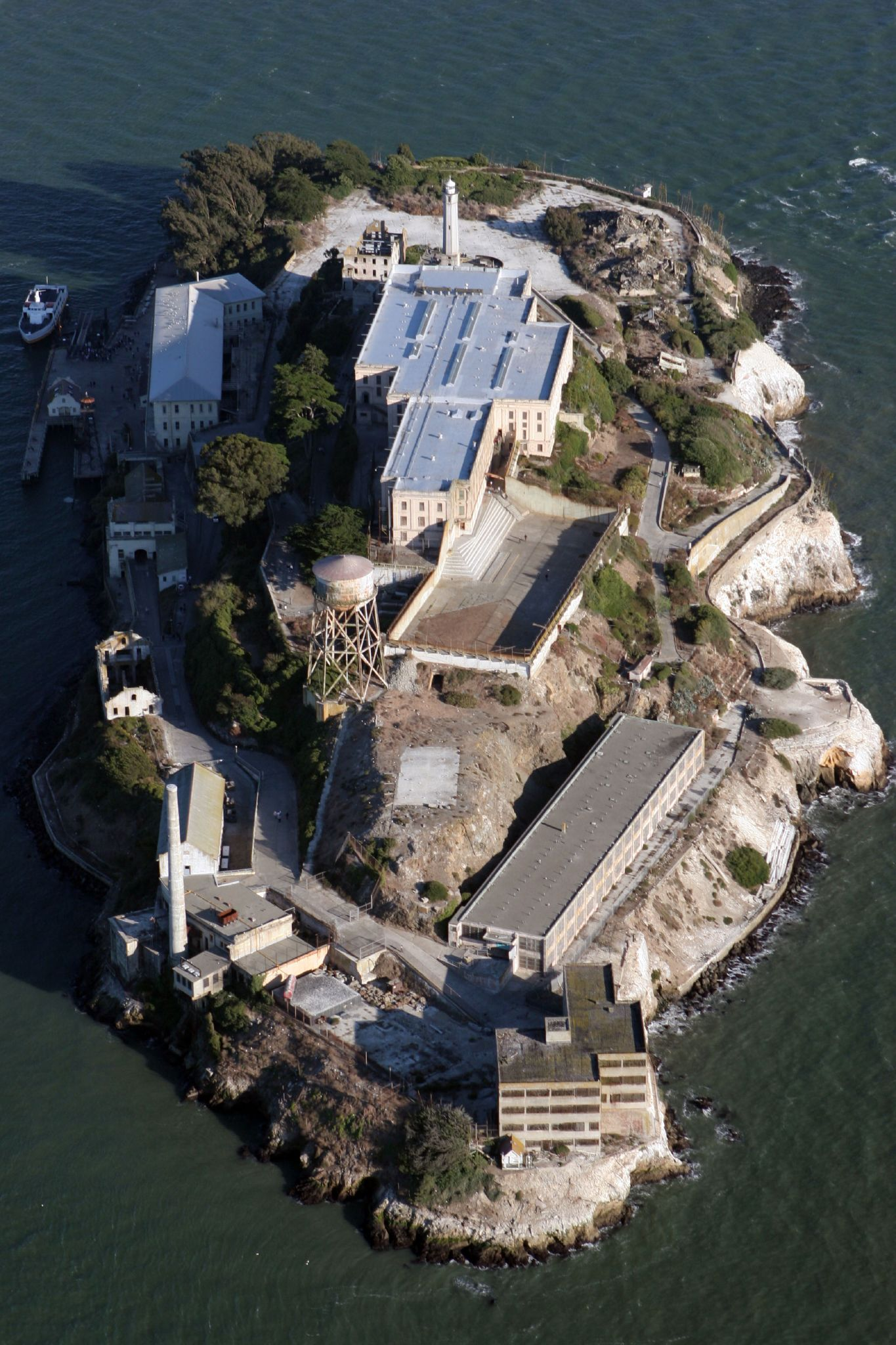
Photographie aérienne de l'île d'Alcatraz, dans la baie de San Francisco

- 1914 : inauguration de la toute première ligne aérienne commerciale et régulière, qui relie par hydravion deux villes de la côte ouest de la Floride : Saint-Petersburg et Tampa. Tony Jannus est ainsi le 1er pilote de l'aviation commerciale.
- 1927 : passage de la Turquie au calendrier grégorien.
- 1934 : l'île d'Alcatraz devient officiellement une prison fédérale américaine, au large de San Francisco.
- 1938 : mise en service officielle de la Société nationale des chemins de fer français (SNCF).
- 1939 : création de la société informatique Hewlett-Packard.
- 1960 : mise en circulation du nouveau franc en France.
- 1978 : le Boeing 747 855 Air India explose, peu après avoir décollé de Bombay (213 victimes).
- 1980 : Victoria de Suède devient la princesse héritière de cet État.
- 1994 : Jacques Diouf devient directeur général de l'Organisation des Nations unies pour l'alimentation et l'agriculture.
- 1999 : introduction de la monnaie européenne (l'euro).
- 2000 : le système métrique (inter)continental des grammes ou kilos remplace le système anglo-saxon dit impérial (livres, pounds & onces) au Royaume-Uni, au mécontentement de beaucoup de commerçants envers le gouvernement britannique. Seuls le lait et la bière sont toujours vendus en pintes[17].
- 2001 : première liaison maritime directe entre Taïwan et la république populaire de Chine depuis 51 ans.
- 2002 : l'euro est mis en circulation sous sa forme fiduciaire (pièces de monnaie et billets), dans 12 États membres de l'Union européenne, entrant progressivement en circulation dans de nouveaux États membres européens, lors de 1er janvier suivants (ci-avant).
- 2005 : entrée en vigueur de la nouvelle règle française sur le nom de famille, selon laquelle un enfant né à partir dudit 1er janvier 2005 peut porter soit le nom du père, soit le nom de la mère, soit les deux dans l'ordre choisi par eux.
- 2012 : à 22 ans, le Norvégien Magnus Carlsen obtient le plus haut score Elo de l’histoire des échecs, battant de la sorte le précédent record de Garry Kasparov.
- 2014 : la métropole de Lyon est une nouvelle collectivité territoriale en France.
- 2016 :
  - le Grand Paris est créé ;
  - la métropole d'Aix-Marseille Provence devient la plus grande intercommunalité de France, avec près de deux millions d'habitants et plus de 5 000 km2 (deux fois la taille du Luxembourg).
- 2017 : en Turquie, un attentat meurtrier a lieu dans une boîte de nuit, à Istanbul.
- 2018 :
  - aux États-Unis, la Californie légalise l’usage récréatif du cannabis ;
  - en Mauritanie, introduction d'une nouvelle monnaie, l'ouguiya, deuxième du nom, qui remplace la première ouguiya au taux d'une nouvelle ouguiya pour 10 anciennes.
- 2019 :
  - au Burkina Faso, 6 civils mossis sont massacrés par des tueurs à moto à Yirgou (village du département de Barsalogho). S'ensuivent des représailles à l'égard des Peuls, qui durent jusqu'au lendemain et tuent 43 civils supplémentaires ;
  - à Koulogon au Mali, 37 civils peuls sont massacrés par des chasseurs dozos dogons.
- 2022 : entrée en vigueur du Partenariat économique régional global en Asie-Pacifique, la plus vaste zone de libre-échange au monde[18].
- 2024 :

- - au Japon, de puissants séismes font plusieurs dizaines de morts et blessés et provoquent de lourds dégâts.
  - l’Arabie saoudite, l’Égypte, les Émirats arabes unis, l’Éthiopie et l’Iran rejoignent les BRICS (carte).
- 2025 :
  - aux États-Unis, à La Nouvelle-Orléans, durant les festivités du nouvel an, un attentat à la voiture-bélier fait 15 morts et 36 blessés[19].
  - au Monténégro, à Cetinje, des fusillades font douze morts jusqu'au suicide du tireur[20].

## Naissances

### XVesiècle

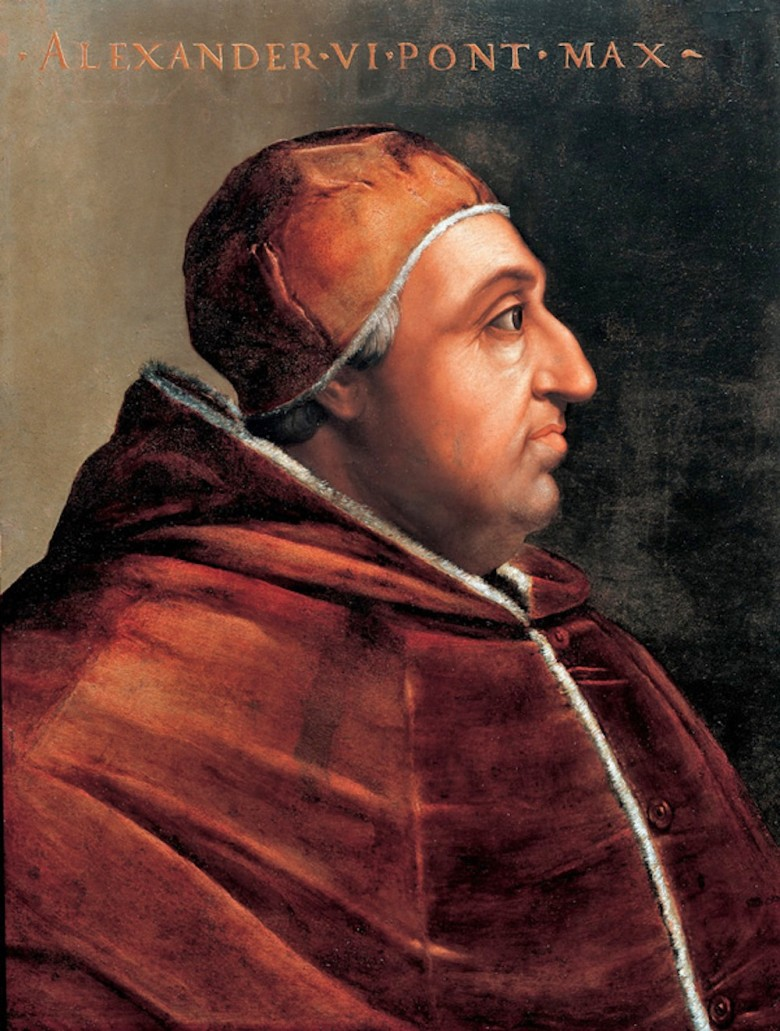
Alexandre VI.

- 1431 : Alexandre VI, pape († 18 août 1503).
- 1449 : Laurent de Médicis dit « le Magnifique », dirigeant de la République florentine († 8 avril 1492).
- 1467 : Sigismond Ier « le Vieux », roi de Pologne et grand-duc de Lituanie († 1er avril 1548).
- 1484 : Ulrich Zwingli, réformateur religieux suisse († 11 octobre 1531).

### XVIesiècle
- 1509 : Melchor Cano, religieux dominicain, théologien, philosophe et évêque espagnol († 30 septembre 1560).
- 1516 : Marguerite Lejonhufvud, reine de Suède, épouse de Gustave Ier Vasa († 26 août 1551).
- 1557 : Étienne II Bocskai, prince de Transylvanie († 29 décembre 1606).

### XVIIesiècle
- 1677 : François-Joseph de Lagrange-Chancel, dramaturge et poète français († 26 décembre 1758).
- 1697 : Joseph François Dupleix, français, gouverneur général des Établissements français de l'Inde († 10 novembre 1763)[21].

### XVIIIesiècle
- 1729 : François-Michel Lecreulx, architecte français († 7 août 1812).

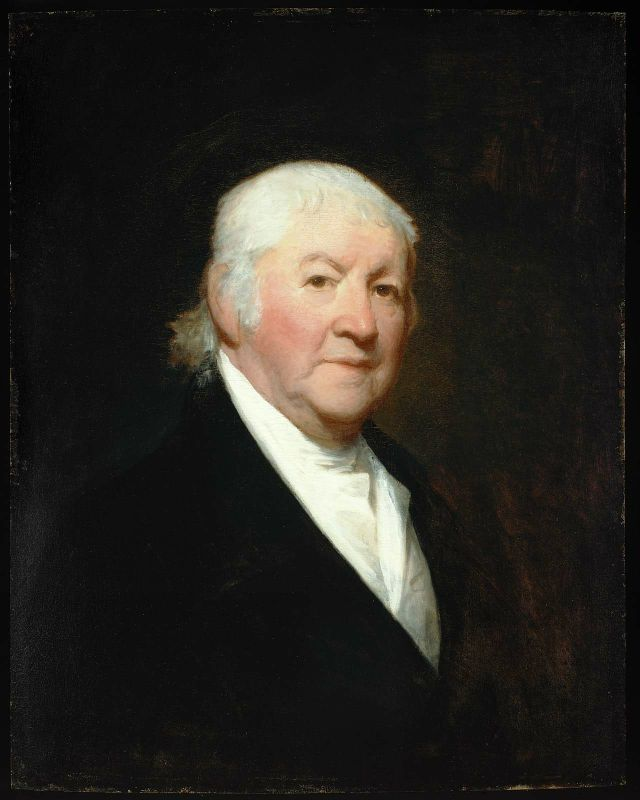
Paul Revere.

- 1735 : Paul Revere, patriote américain († 10 mai 1818).
- 1748 : Gottfried August Bürger, poète allemand († 8 juin 1794).
- 1752 : Betsy Ross, couturière américaine, qui fabriqua le premier drapeau des États-Unis († 30 janvier 1836).
- 1766 : Antoine-Vincent Arnault, académicien français († 16 septembre 1834).
- 1767 : Maria Edgeworth, écrivaine irlandaise († 22 mai 1849).
- 1771 : Georges Cadoudal, français, royaliste, chef militaire vendéen († 25 juin 1804)[21].
- 1774 : André Marie Constant Duméril, zoologiste français († 14 août 1860).
- 1778 : Charles Alexandre Lesueur, naturaliste, artiste et explorateur français († 12 décembre 1846).
- 1786 : Dixon Denham, militaire britannique († 8 mai 1828).
- 1788 : Étienne Cabet, philosophe, théoricien et socialiste français († 9 novembre 1856).

### XIXesiècle
- 1815 : Charles Renouvier, philosophe français († 1er décembre 1903).
- 1819 :
  - Arthur Hugh Clough, écrivain britannique († 13 novembre 1861).
  - Maximilien Marie, mathématicien français († 27 avril 1891).
- 1832 : Tom Jeffords, éclaireur de l'armée américaine, agent des indiens et conducteur de diligence († 21 février 1914).
- 1834 : Ludovic Halévy, dramaturge et académicien français († 7 mai 1908).
- 1839 : Ouida (Maria Louise Rame, dite), écrivaine britannique († 25 janvier 1908).
- 1840 : Maria Antonietta Torriani, écrivaine italienne († 24 mars 1920).
- 1846 : Léon Denis, français, philosophe spirite († 12 avril 1927).
- 1852 : Joseph-Elzéar Bernier, navigateur québécois († 26 décembre 1934).
- 1854 : James George Frazer, anthropologue britannique († 7 mai 1941).
- 1855 : Angelo Roth, homme politique italien († 26 octobre 1919).

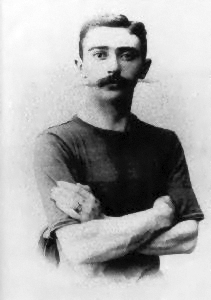
Pierre de Coubertin.

- 1863 : Pierre de Coubertin, historien et pédagogue français, initiateur des Jeux olympiques modernes († 2 septembre 1937)[21].
- 1864 :
  - Alfred Stieglitz, photographe américain († 13 juillet 1946).
  - Edward Sansot, éditeur français († 15 juin 1926).
- 1866 : Ernest Seillière, écrivain et académicien français († 15 mars 1955).
- 1867 : Jeanne Lanvin, styliste française († 6 juillet 1946)[21].
- 1878 : Agner Krarup Erlang, mathématicien danois († 3 février 1929).
- 1879 :
  - Edward Morgan Forster, écrivain britannique († 7 juin 1970).
  - William Fox, producteur de cinéma américain, fondateur de la Fox Film Corporation, aujourd'hui 20th Century Fox († 8 mai 1952).
  - Ernest Jones, psychiatre et psychanalyste britannique († 11 février 1958).
- 1883 : Federigo Tozzi, écrivain italien († 21 mars 1920).
- 1885 : Antonio Cañero, rejoneador espagnol († 21 février 1952).
- 1886 :
  - Frantz Adam, psychiatre et photographe français († 18 décembre 1968).
  - Alfonso Albéniz, footballeur et diplomate espagnol († 27 septembre 1941).
  - Fatix Ämirxan, éditeur et écrivain soviétique († 9 mars 1926).
  - Sam Benson, costumier américain († 13 juin 1957).
  - Marthe Hanau, femme d'affaires française († 19 juillet 1935).
  - Ethel Carnie Holdsworth, écrivaine britannique († 28 décembre 1962).
  - Olivier Maurault, historien et prêtre canadien († 14 août 1968).
  - Garéguine Njdeh, philosophe et homme politique arménien († 21 décembre 1955).
  - William Redmond, homme politique britannique puis irlandais († 17 avril 1932).
  - Kinoshita Rigen, poète japonais († 15 février 1925).
  - Willard Robertson, acteur américain († 5 avril 1948).
- 1888 : Chesley Bonestell, peintre et illustrateur américain, spécialiste de la science-fiction († 11 juin 1986).
- 1889 : Christian Zervos (Χρήστος Ζερβός), critique d'art et éditeur franco-grec fondateur de revue († 12 septembre 1970).
- 1890 : Alice Tissot, actrice française († 5 mai 1971).
- 1892 :
  - Boris Mirkine-Guetzevitch, juriste russe († 1er avril 1955).
  - Artur Rodzinski, chef d’orchestre polonais († 27 novembre 1958).
  - Lucille Younge, actrice américaine, d'origine française († 2 août 1934).
- 1894 : Satyendranath Bose, physicien et mathématicien indien († 4 février 1974).
- 1895 : J. Edgar Hoover, directeur du Federal Bureau of Investigation (F.B.I.) américain († 2 mai 1972).
- 1897 : Catherine Drinker Bowen, écrivaine américaine († 1er novembre 1973).
- 1898 : André Zeller, militaire et putschiste français († 18 septembre 1979).
- 1899 : Jack Beresford, rameur britannique triple champion olympique († 3 décembre 1977).
- 1900 :
  - Robert Cami, graveur français († 12 janvier 1975).
  - Xavier Cugat, musicien espagnol († 27 octobre 1990).

### XXesiècle
- 1903 : Eudaldo Serrano Recio, républicain espagnol, membre fondateur du PSOE († 6 mars 1941).

- 1905 :

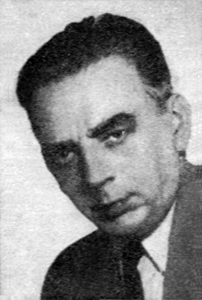
Stanislaw Mazur.

  - Karl Gitzoller, résistant autrichien au nazisme († 26 août 2002).
  - Stanislaw Mazur, mathématicien polonais († 5 novembre 1981).
- 1907 : Jean Carzou, peintre français († 12 août 2000)[21].
- 1908 : Clarence Dunlap (en), maréchal de l'air canadien († 20 octobre 2003).
- 1909 :
  - Dana Andrews, acteur américain († 17 décembre 1992).
  - Stepan Bandera, nationaliste ukrainien († 15 octobre 1959).
- 1910 :
  - Alois Grillmeier, théologien et cardinal allemand († 13 septembre 1998).
  - Seth Lover, inventeur américain († 31 janvier 1997).
- 1911 :
  - Basil Dearden, réalisateur britannique († 23 mars 1971).
  - Hank Greenberg, joueur de baseball américain († 4 septembre 1986).
  - Giorgio Prosperi, réalisateur, scénariste et dramaturge italien († 21 janvier 1997).
- 1912 :
  - Boris Vladimirovitch Gnedenko, mathématicien russe († 27 décembre 1995).
  - Kim Philby, agent double britannique († 11 mai 1988).
- 1918 : Sefanaia Sukanaivalu, soldat fidjien († 23 juin 1944).
- 1919 :
  - Rocky Graziano, boxeur américain († 22 mai 1990).
  - Al Khatim al Khalifa, 5e premier ministre soudanais († 18 février 2006).
  - J. D. Salinger, écrivain américain († 27 janvier 2010).
- 1920 : Ousha bint Khalifa, poétesse émiratie († 27 juillet 2018).
- 1921 :
  - César (César Baldaccini dit), sculpteur français († 6 décembre 1998)[21].
  - Alain Mimoun, athlète français († 27 juin 2013)[21].
  - Germaine Willard, historienne française († 3 mai 2003).
- 1922 : André Bergeron, syndicaliste français, ancien secrétaire général de CGT-FO[21] († 20 septembre 2014).
- 1923 :
  - Auguste Bakhos, avocat et homme politique libanais, l'un des signataires de l'Accord de Taëf († 13 mars 2016).
  - Valentina Cortese, actrice italienne († 10 juillet 2019).
  - Daniel Gorenstein, mathématicien américain († 26 août 1992).
  - Milt Jackson, vibraphoniste de jazz américain († 9 octobre 1999).
  - Munjuku Nguvauva II, chef traditionnel namibien († 16 janvier 2008).
  - Ousmane Sembène, réalisateur et écrivain sénégalais († 9 juin 2007).
- 1924 : Jacques Le Goff, historien médiéviste, universitaire et homme de radio français († 1er avril 2014).
- 1925 :
  - Pierre Laffitte, homme politique français († 7 juillet 2021).
  - Mario Merz, sculpteur italien († 9 novembre 2003).
  - Raymond Pellegrin, acteur français († 14 octobre 2007)[21].
  - Paul-Émile Deiber, comédien français († 14 décembre 2011).
- 1926 :
  - Michel Ameller, homme politique français († 28 septembre 2022).
  - Zena Marshall, actrice britannique, 1re James Bond's girl en même temps que la Suissesse Andress († 10 juillet 2009).
  - Richard Verreau, ténor québécois († 6 juillet 2005).
- 1927 :
  - Maurice Béjart, danseur et chorégraphe français († 22 novembre 2007)[21].
  - Jean-Paul Mousseau, peintre québécois († 7 février 1991).
  - Vernon L. Smith, économiste américain.
- 1929 :
  - Abdullah Al-Baradouni, écrivain et poète yéménite († 30 août 1999).
  - Nicolae Linca, boxeur roumain champion olympique († 27 juin 2008).
- 1930 :
  - Jean-Pierre Duprey, poète français († 2 octobre 1959).
  - Frederick Wiseman, cinéaste américain, scénariste, producteur, monteur, preneur de son, parfois interprète, dans le documentaire.
- 1931 : Anatoli Bogdanov, tireur sportif soviétique champion olympique († 30 septembre 2001).
- 1932 :
  - John Aiken, joueur professionnel de hockey sur glace américain († 2 novembre 2021).
  - John E. Irving, homme d'affaires et philanthrope canadien († 21 juillet 2010).
- 1933 :
  - Joe Orton, dramaturge britannique († 9 août 1967).
  - Jean-Pierre Farkas, journaliste français († 5 avril 2019).
  - Ford Konno, nageur américain double champion olympique.
- 1934 : 
  - Prafulla Dahanukar, artiste peintre indienne († 1er mars 2014).
  - Rose Bernadette Rébienot Owansango, tradipraticienne gabonaise († 21 janvier 2021).
- 1936 :
  - Jacques Bobe, homme politique français († 19 octobre 2017).
  - Claude Hagège, linguiste français.
- 1937 : cheikh Ahmed Yassine, homme politique palestinien, fondateur et dirigeant du Hamas († assassiné le 22 mars 2004).
- 1938 :
  - Gianni Drago, architecte et sculpteur italien.
  - Frank Langella, acteur américain.
- 1939 :
  - Pierre Cornette de Saint-Cyr, marchand d'art et commissaire priseur français († 20 août 2023).
  - Michèle Mercier, actrice française[21].
- 1940 :
  - Jacqueline Chabridon, journaliste française.
  - Jean-François Dehecq, chef d'entreprise français.
- 1941 : Martin Evans, généticien britannique.
- 1942 :
  - Ian Anthony Hamilton-Smith, 3e baron Colwyn, pair et homme politique.
  - Alassane Ouattara, homme politique et d'État ivoirien, président de la République ivoirienne depuis 2011.
  - Guennadi Sarafanov, cosmonaute soviétique († 29 septembre 2005).
  - John Verdon, romancier américain.
- 1943 :
  - Stanley Kamel, acteur américain († 8 avril 2008).
  - Catherine Nay, journaliste française[21].
- 1944 : Lucie Gascon, harpiste et compositrice québécoise.
- 1945 : Jacky Ickx, pilote automobile belge[21].
- 1946 : Roberto Rivellino, footballeur brésilien.
- 1947 :
  - F. R. David (Elli Robert Fitoussi dit), chanteur français.
  - Vladimir G. Titov, cosmonaute russe.
  - Hideaki Yanagida, lutteur japonais champion olympique.
- 1948 :
  - Alain Afflelou, opticien d'affaires à franchises français.
  - Louis Chedid, auteur, compositeur, interprète musicien et chanteur français[21].
  - David Christie, chanteur français († 11 mai 1997).
- 1949 :
  - Jérôme Bignon, homme politique français.
  - Olivia Goldsmith, écrivaine et scénariste américaine († 15 janvier 2004).
  - Mukharby Kirzhinov, haltérophile soviétique champion olympique.
- 1950 : Richard Dupras, joueur professionnel québécois de hockey sur glace.
- 1951 :
  - Jean-Noël Guérini, homme politique français marseillais.
  - Christine Simon, actrice française.
  - Hans-Joachim Stuck, pilote automobile allemand.
- 1952 : René de Ceccatty, écrivain français.
- 1953 :
  - Alpha Blondy, chanteur ivoirien.
  - Philippe Douste-Blazy, cardiologue et homme politique français élu à Lourdes puis Toulouse, ancien ministre[21].
  - Roland Garrigues, homme politique français.
  - Françoise Gauthier, femme politique québécoise.
- 1954 : Denis Côté, écrivain québécois.
- 1955 :
  - Abbas Bahri (عباس البحر), mathématicien tunisien († 10 janvier 2016).
  - Douglas Kennedy, écrivain américain.
- 1956 :
  - Sahadi Sandi Abdou, diplomate nigérienne.
  - Sergueï Avdeïev, cosmonaute russe.
  - Mona Fandey, chanteuse et meurtrière malaisienne.
  - Christine Lagarde, sportive puis femme politique et femme d'affaires française, ministre puis directrice du FMI puis de la BCE.
  - Mike Mitchell, basketteur américain († 9 juin 2011).
- 1957 :
  - Volodymyr Kyselyov, athlète ukrainien champion olympique du lancer du poids († 7 janvier 2021).
  - Madolyn Smith, actrice américaine.
- 1958 :
  - Dave Hunter (en), hockeyeur professionnel canadien.
  - Joseph Saddler, musicien et DJ américain.
- 1959 :
  - Abdul Ahad Mohmand, le 1er astronaute afghan.
  - Michel Onfray, philosophe, essayiste, enseignant et homme de médias français et normand.
- 1960 :
  - Latifa Ibn Ziaten (لطيفة إبن زياتن, née Latifa Rhili), responsable franco-marocaine de l'association IMAD pour la jeunesse et la paix.
  - Daniel Rialet, comédien français († 11 avril 2006).
- 1961 :
  - Davide Cassani, cycliste italien.
  - Boris Koretsky, fleurettiste soviétique champion olympique.
- 1963 :
  - Jean-Marc Gounon, pilote français.
  - Lina Kačiušytė, nageuse lituanienne championne olympique.
- 1964 : Ron Gilbert, concepteur de jeux vidéo américain.
- 1965 :
  - Assiat Saitov, coureur cycliste russe.
  - Šaban Trstena, lutteur yougoslave champion olympique.
  - Andrew Valmon, athlète américain spécialiste du 400 m, double champion olympique en relais.
  - Édouard Levé, photographe et écrivain français († 15 octobre 2007).
- 1967 :
  - Marc Bourgne, dessinateur et scénariste.
  - Moses Hamungole, évêque catholique zambien († 13 janvier 2021).
  - Derrick Thomas, joueur de football américain († 8 février 2000).
  - Maïga Aziza Mint Mohamed, femme politique malienne.
- 1968 : Francesca Alotta, chanteuse italienne.
- 1969 : Verne Troyer, acteur américain († 21 avril 2018).
- 1970 : Markus Gier, rameur d'aviron suisse champion olympique.
- 1971 :
  - David Heurtel, fonctionnaire et homme politique québécois.
  - Bobby Holik, hockeyeur professionnel américain d’origine tchèque.
- 1972 :
  - Catherine McCormack, actrice américaine.
  - Lilian Thuram, footballeur français.
  - Yermakhan Ibraimov, boxeur kazhak champion olympique.
- 1973 :
  - Stéphane François, politologue français.
  - Danny Lloyd, acteur américain.
- 1974 : Christian Paradis, homme politique québécois.
- 1975 :
  - Mahnaz Mohammadi, cinéaste iranienne.
  - Eiichirō Oda, mangaka japonais de One Piece.
- 1977 :
  - « Morenito d'Arles » (Rachid Ouramdane), matador français.
  - Olena Kravets, animatrice et productrice ukrainienne.
- 1979 : Saleh Ali al-Sammad, homme d'État yéménite († 19 avril 2018).
- 1980 :
  - Virginie Boutin, photographe plasticienne et essayiste française.
  - Jennifer Lauret, actrice française.
  - Elin Nordegren, mannequin suédois.
  - Olivia Ruiz, chanteuse et écrivaine française d'origine espagnole.
- 1981 :
  - Renata Ávila Pinto, avocate et militante guatémaltèque de la culture libre ;
  - Zsolt Baumgartner, pilote automobile hongrois.
- 1982 : David Nalbandian, joueur de tennis argentin.
- 1983 : Corinne Coman, Miss France 2003.
- 1984 : Malick Badiane, basketteur sénégalais.
- 1985 :
  - Jeff Carter, hockeyeur professionnel canadien.
  - Imane Fadil (ca), mannequin italo-marocaine, témoin clé dans un procès contre Berlusconi[22] († 1er mars 2019).
  - Tiago Splitter, basketteur brésilien.
- 1986 :
  - Colin Morgan, acteur nord-irlandais.
  - Jean-Philippe Sol, joueur de volley-ball français.
  - Sungmin, chanteur sud-coréen.
- 1987 : Gia Coppola, actrice, réalisatrice et scénariste américaine.
- 1988 :
  - Dallas Keuchel, joueur de baseball américain.
  - Assimiou Touré, footballeur togolais.
  - Julien Pestel, acteur, scénariste et réalisateur français.
- 1990 : Nadia Pariss, actrice pornographique et mannequin de charme afro-américaine.
- 1991 : Glen Rice Jr., basketteur américain.
- 1992 : Jack Wilshere, footballeur anglais.
- 1994 :
  - Eric Dier, footballeur anglais.
  - Mohammed Osman, footballeur syrien.
  - Issiaga Sylla, footballeur guinéen.
- 1995 :
  - Sardar Azmoun, footballeur iranien.
  - Bryan Róchez, footballeur hondurien.
  - Poppy (Moriah Rose Pereira, dite), auteure-compositrice-interprète américaine.
- 1996 : Mahmoud Dahoud, footballeur germano-syrien.
- 2000 : Ekaterina Alexandrovskaïa, patineuse artistique russo-australienne († 18 juillet 2020).

## Décès

### IIesiècle
- 138 : Lucius Aelius, fils adoptif de l'empereur Hadrien (° 13 janvier 101).

### IVesiècle
- 379 : Basile de Césarée (° 329).

### Xesiècle
- 962 : Baudouin III, comte de Flandre (° c. 940).

### XIVesiècle
- 1347 : Gasbert de Valle, cardinal français (° c. 1297).
- 1387 : Charles II le Mauvais, roi de Navarre (° 10 octobre 1332).

### XVesiècle
- 1406 : Przemysław, duc d'Oświęcim (° c. 1365).

### XVIesiècle
- 1515 : Louis XII, roi de France (° 27 juin 1462).
- 1560 : Joachim du Bellay, poète et humaniste français (° c. 1522).

### XVIIIesiècle
- 1730 : Daniel Finch, homme politique anglais (° 2 juillet 1647).
- 1736 : Giovanni Gaspare Beretti, historien, théologien et philosophe milanais (° 1657).
- 1748 : Jean Bernoulli, mathématicien et physicien suisse (° 27 juillet 1667).
- 1751 : Robert Maynard, lieutenant de la Royal Navy et capitaine du HMS Pearl (° c. 1764).
- 1782 : Johann Christian Bach, compositeur et organiste allemand (° 5 septembre 1735).
- 1787 : José Anastácio da Cunha, mathématicien portugais (° 11 mai 1744).
- 1796 : Alexandre-Théophile Vandermonde, musicien, chimiste et mathématicien français (° 28 février 1735).

### XIXesiècle
- 1817 : Martin Heinrich Klaproth, chimiste allemand (° 1er décembre 1743).
- 1844 : Gustave Maximilien Juste de Croÿ-Solre, cardinal français, archevêque de Rouen (° 12 septembre 1773).
- 1862 : Mikhail Vasilevich Ostrogradski, physicien et mathématicien russe (° 24 septembre 1801).
- 1875 : Casimir de Rochechouart de Mortemart, militaire, diplomate et homme politique (° 20 mars 1787).
- 1881 : Louis Auguste Blanqui, révolutionnaire républicain socialiste français (° 8 février 1805).
- 1886 :
  - Robert Chambers, homme politique canadien (° 17 mars 1809).
  - Vittorio Imbriani, écrivain italien (° 27 octobre 1840).
  - Édouard Réveil, homme politique français (° 12 juillet 1799).
- 1888 : Marie-Frédérique de Hesse-Cassel, duchesse consort de Saxe-Meiningen (° 6 septembre 1804).
- 1894 : Heinrich Rudolf Hertz, ingénieur et physicien allemand (° 22 février 1857).

### XXesiècle
- 1905 : Benoît Langénieux, cardinal français, archevêque de Reims (° 15 octobre 1824).
- 1906 : Joseph Miroslav Weber, compositeur tchèque (° 9 novembre 1854).
- 1928 : Loïe Fuller, danseuse américaine (° 15 janvier 1862).
- 1935 : Francis Bourne, cardinal britannique, archevêque de Westminster (° 23 mars 1861).
- 1945 : Fritz Brupbacher, médecin et écrivain anarchiste suisse (° 30 juin 1874).
- 1949 : Gabriella Borgarino, religieuse italienne, mystique (° 2 septembre 1880).
- 1953 : Hank Williams, chanteur, guitariste et compositeur américain de musique country et de rock (° 17 septembre 1923).
- 1956 : Frank Hague, homme politique américain, maire de la ville de Jersey City, dans le New Jersey (° 17 janvier 1876).
- 1958 : Edward Weston, photographe américain (° 24 mars 1886).
- 1960 : Margaret Sullavan, actrice américaine (° 16 mai 1909).
- 1966 : Vincent Auriol, homme politique français, premier président de la IVe République française (° 27 août 1884).
- 1967 : Shi Nenghai, moine bouddhiste chinois (° 20 janvier 1886).
- 1968 : Guy Boniface, joueur de rugby à XV français (° 6 mars 1937).
- 1969 : Barton MacLane, acteur et scénariste américain (° 25 décembre 1902).
- 1972 : Maurice Chevalier, acteur et chanteur français (° 12 septembre 1888).
- 1974 : Giani Esposito, acteur, chanteur et poète français (° 23 août 1930).
- 1980 : Pietro Nenni, homme politique italien (° 9 février 1891).
- 1982 : Victor Buono, acteur américain (° 3 février 1938).
- 1984 :
  - Augustin Souchy, anarchiste, syndicaliste et antimilitariste allemand (° 28 août 1892).
  - Joaquín Rodríguez Ortega dit « Cagancho », matador espagnol (° 17 février 1903).
- 1985 : Hermann Reutter, compositeur et pianiste allemand (° 17 juin 1900).
- 1986 : Bruce Norris, propriétaire et gestionnaire américain de hockey sur glace (° 19 février 1924).
- 1988 : Albert Decaris, graveur français de timbres-poste académicien ès beaux-arts (° 6 mai 1901).
- 1991 : Buck Ram (Samuel Ram, dit), compositeur, parolier, producteur et arrangeur américain (° 21 novembre 1907).
- 1992 : Grace Brewster Murray Hopper, informaticienne américaine (° 9 décembre 1906).
- 1994 :
  - Arthur Porritt, athlète, chirurgien et homme politique néo-zélandais (° 10 août 1900).
  - Cesar Romero, acteur américain (° 15 février 1907).
  - Edward A. Thompson, historien irlandais (° 22 mai 1914).
- 1995 : Eugene Wigner, physicien américain d'origine hongroise, prix Nobel de physique en 1963 (° 17 novembre 1902).
- 1996 :
  - Lionel Boulet, pionnier québécois de la recherche en génie électrique (° 19 juillet 1919).
  - Jean Piel, écrivain, philosophe et éditeur français (° 28 janvier 1902).
  - Arthur Rudolph, scientifique allemand, concepteur de la fusée Saturn V (° 9 novembre 1906).
- 1997 :
  - Arnoldo Devonish, athlète de triple-saut vénézuélien (° 15 juin 1932).
  - Caspar Diethelm, compositeur suisse (° 31 mars 1926).
  - Al Eugster, animateur et réalisateur américain (° 11 février 1909).
  - Hagood Hardy, compositeur canadien (° 26 février 1937).
  - James B. Pritchard, archéologue américain (° 4 octobre 1909).
  - Joseph Sakr, chanteur et commédien libanais (° 1942).
  - Townes Van Zandt, chanteur, auteur et compositeur de musique country et folk américain (° 7 mars 1944).
  - Franco Volpi, acteur italien (° 11 juillet 1921).
- 1998 :
  - Claude Bettinger, sculpteur canadien (° 1942).
  - Haxhi Lleshi, militaire et homme politique albanais, ancien chef de l’État de 1953 à 1982 (° 19 octobre 1913).
  - Jorge Onetti, écrivain et journaliste argentino-uruguayen (° 16 juin 1931).
  - Alphonse Piché, poète et écrivain canadien (° 14 février 1917).
  - David Schildkraut, saxophoniste de jazz américain (° 7 janvier 1925).
  - Åke Seyffarth, patineur de vitesse suédois (° 15 janvier 1919).
  - Helen Wills, joueuse de tennis américaine (° 6 octobre 1905).
- 1999 :
  - Rafael Iglesias, boxeur argentin (° 25 mai 1924).
  - Henry Tiller, boxeur norvégien (° 14 juin 1914).
- 2000 : Arthur Lehning, anarchiste néerlandais (° 23 octobre 1899).

### XXIesiècle
- 2001 :
  - Madeleine Barbulée, actrice française (° 2 septembre 1910).
  - Ray Walston, acteur américain (° 2 décembre 1914).
- 2002 :
  - Philomena Mealing, nageuse australienne (° 28 août 1912).
  - Julia Phillips, productrice de cinéma américaine (° 7 avril 1944).
  - Marilou Poinsot, victime de la route, à l'origine de l'association Marilou (° 25 avril 1992).
  - Nafissa Sid Cara, personnalité politique française (° 18 avril 1910).
- 2003 :
  - Joel Antônio Martins, footballeur brésilien (° 23 novembre 1931).
  - Giorgio Gaber, chanteur, compositeur, acteur et dramaturge italien (° 25 janvier 1939).
  - Cyril Shaps, acteur britannique (° 13 octobre 1923).
- 2004 :
  - Denise Colomb, photographe française (° 1er avril 1902).
  - Sophie Daumier, actrice française (° 24 novembre 1934).
- 2005 :
  - Shirley Chisholm, personnalité politique américaine (° 30 novembre 1924).
  - Eugene James Martin, peintre américain (° 24 juillet 1938).
  - Bob Matsui, personnalité politique américaine (° 17 septembre 1941).
  - Dmitri Nelyubin, cycliste russe (° 8 février 1971).
  - Willem Scholten, personnalité politique néerlandaise (° 1er juin 1927).
- 2006 :
  - Susan Bergman, écrivaine américaine (° 1957).
  - Mapita Cortés, actrice mexicaine (° 4 août 1939).
  - Jacques Charby, comédien, réalisateur et écrivain français (° 13 juin 1929).
  - Paul Lindblad, joueur de baseball américain (° 9 août 1941).
- 2007 :
  - Thierry Bacconnier, footballeur français (° 2 octobre 1963).
  - Djôsèt Barotchèt, écrivain suisse (° 29 décembre 1915).
  - A.I. Bezzerides, scénariste, romancier et acteur américain (° 9 août 1908).
  - Tiberio Colantuoni, auteur de bandes dessinées italien (° 20 mai 1935).
  - Werner Hollweg, ténor allemand (° 13 septembre 1936).
  - Ernie Koy, joueur de baseball américain (° 17 septembre 1909).
  - Tillie Olsen, écrivaine américaine (° 14 janvier 1912).
  - Del Reeves, chanteur de musique country américain (° 14 juillet 1932).
  - Darrent Williams, joueur américain de football américain (° 27 septembre 1982).
- 2008 :
  - Irena Górska-Damięcka, actrice, metteur en scène et directrice de théâtre polonaise (° 20 octobre 1910).
  - Robert L'Herbier, chanteur et administrateur québécois (° 5 février 1921).
  - Thiyagarajah Maheswaran, homme politique sri lankais (° 18 juin 1960).
- 2009 :
  - Ermengol Passola, promoteur culturel catalan (° 1925).
  - Edmund Purdom, acteur britannique (° 19 décembre 1924).
  - Helen Suzman, femme politique sud-africaine (° 7 novembre 1917).
- 2010 :
  - Gilbert de Goldschmidt, producteur de films français (° 26 avril 1925).
  - Freya von Moltke, ancienne résistante allemande, membre du Cercle de Kreisau (° 29 mars 1911).
  - Jean-Pierre Posca, footballeur français (° 10 mars 1952).
  - Lhasa de Sela, chanteuse américano-mexicaine (° 27 septembre 1972).
- 2011 :
  - Bernard Cloutier, ingénieur chimiste et administrateur canadien (° 29 novembre 1933).
  - Marin Constantin, musicien roumain, fondateur et chef du chœur Madrigal (° 27 février 1925).
  - Flemming Jørgensen, chanteur de pop et acteur danois (° 7 février 1927).
  - Billy Joe Patton, golfeur américain (° 19 avril 1922).
  - Albert Raisner, harmoniciste, animateur et producteur de télévision et de radio français (° 30 septembre 1922).
- 2012 :
  - Gary Ablett, footballeur anglais (° 19 novembre 1965).
  - Bob Anderson, escrimeur et maître d'armes britannique (° 15 septembre 1922).
  - Jorge Andrés Boero, pilote de moto argentin (° 3 juillet 1973).
  - Kiro Gligorov, homme d'État macédonien, ancien président de la Macédoine de 1991 à 1999 (° 3 mai 1917).
  - Francesco Marino Di Teana, sculpteur italo-argentin (° 8 août 1920).
  - Marcelle Narbonne, supercentenaire française (° 25 mars 1898).
  - Yafa Yarkoni, chanteuse israélienne (° 24 décembre 1925).
- 2013 :
  - Patti Page, chanteuse américaine (° 8 novembre 1927).
  - Christopher Martin-Jenkins, journaliste sportif britannique (° 20 janvier 1945).
- 2014 :
  - Higashifushimi Kunihide, prince japonais (° 16 mai 1910).
  - Juanita Moore, actrice américaine (° 19 octobre 1914).
- 2015 :
  - Mario Cuomo, homme politique américain (° 15 juin 1932).
  - Donna Douglas, actrice américaine (° 26 septembre 1932).
  - Géry Leuliet, prélat français (° 12 janvier 1910).
- 2017 :
  - Anthony B. Atkinson, économiste britannique (° 4 septembre 1944).
  - Hilarion Capucci, archevêque syrien (° 2 mars 1922).
  - Yvon Dupuis, homme politique canadien (° 11 octobre 1926).
  - Emmanuel Niyonkuru, homme politique burundais (° 20 juillet 1962).
  - Aleksander Tšutšelov, skipper estonien (° 26 avril 1933).
- 2020 : David Stern, avocat et entrepreneur américain, commissaire de la NBA de 1984 à 2014 (° 22 septembre 1942).
- 2021 : Carlos do Carmo, chanteur portugais de fado (° 21 décembre 1939).
- 2022 : Calisto Tanzi, chef d'entreprise italien (° 17 novembre 1938).
- 2023 :
  - Jean-Jacques Antier, journaliste français (° 6 octobre 1928).
  - Gangsta Boo, rappeuse américaine (° 7 août 1979).
  - Martin Davis, mathématicien américain (° 8 mars 1928).
  - Ghislain Lebel, homme politique canadien (° 17 février 1946).
  - Elizabeth Livingstone, théologienne canadienne (° 7 juillet 1929).
  - Frank McGarvey, footballeur international écossais (° 17 mars 1936).
  - Art McNally, arbitre de foot U.S. américain (° 1er juillet 1925).
- 2024 :
  - Adaora Adimora, médecin et universitaire américaine (° 5 mai 1956).
  - James Herbert Brennan, écrivain britannique (° 5 juillet 1940).
  - Peter Magubane, photographe sud-africain (° 18 janvier 1932).
  - Basdeo Panday, acteur et homme politique trinidadien (° 25 mai 1933).
  - Riad al-Turk, homme politique et dissident syrien (° 1930).
- 2025 :
  - Wayne Osmond, chanteur américain (° 28 août 1951).
  - Leo Dan, compositeur et chanteur argentin (° 22 mars 1942).
  - Jean-Michel Defaye, compositeur, arrangeur et chef d'orchestre français (° 18 septembre 1932).
  - David Lodge, universitaire et écrivain britannique (° 28 janvier 1935).
  - Sally Oppenheim-Barnes, femme politique britannique (° 26 juillet 1928).
  - Nora Orlandi, compositrice de musique de film, pianiste, impresaria, cheffe de chœur et musicienne de studio italienne (° 28 juin 1933).
  - Vittorio Pomilio, basketteur italien (° 6 mai 1933).
  - Igor Poznič, footballeur international slovène (° 13 août 1960).
  - Louis Schittly, médecin français, fondateur de Médecins sans frontières (° 7 août 1938).

## Célébrations

### Internationales et nationales

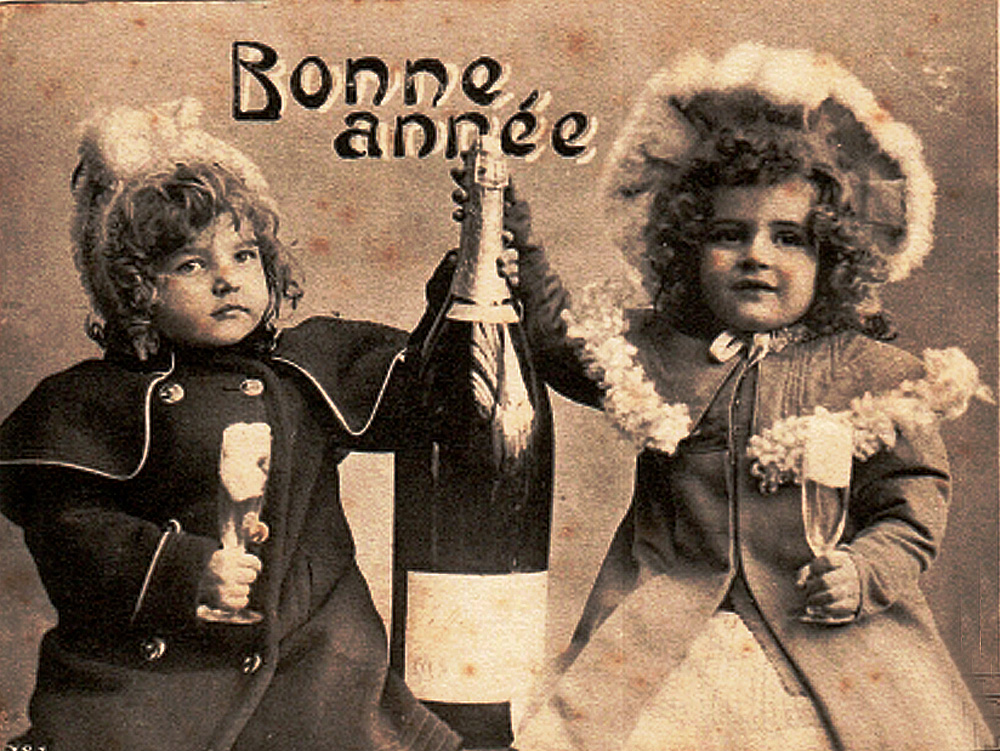
Carte de vœux de "Bonne année" d'antan et semble-t-il de promotion d'une marque de champagne ou autre spiritueux mousseux.

- Jour de l'an férié dans un grand nombre de pays, d'abord les occidentaux de l'hémisphère nord terrestre à tradition majoritaire romaine antique puis chrétienne de plus en plus étendue à la surface du globe (voir la veille 31 décembre et la nuit de transition de l'une à l'autre journée et l'une à l'autre année).
- Brunei : independence day / jour de l'indépendance commémorant la sienne vis-à-vis du Royaume-Uni en 1984[23].
- Cuba : día de la liberación / fête de la libération[24].
- Écosse et Nord de l'Angleterre (Royaume-Uni) : première date possible au plus tôt pour Handsel Monday (en) le lundi des étrennes / premier lundi de janvier lorsqu'il tombe dès cette date.
- Haïti : fête nationale anniversaire de l'indépendance obtenue en 1804 vis-à-vis de la France.
- Slovaquie : nouvel an et fête nationale / Novy Rok & Deň vzniku Slovenskej republiky.
- Soudan : fête nationale anniversaire de l'indépendance politique obtenue en 1956 vis-à-vis du Royaume-Uni.
- Tanzanie : national tree planting day / journée nationale de plantation d'arbres[25].

### Religieuses
- Bouddhisme au Japon : Gantan’e ou Nouvel an de l'école du bouddhisme japonais Jōdo shinshū.
- Christianisme : Jésus de Nazareth, dont la naissance a été fixée le 25 décembre de la dernière année de l'ancienne ère, est circoncis "huit" jours après, selon la loi juive, soit le 1er janvier (voir 2 février, dates remises en cause par les exégètes bibliques même croyants dans leur historicité).
- Catholicisme : le 1er janvier est le terme de l'Octave de la Nativité (huit jours après Noël) où est célébrée la solennité de Marie Mère de Dieu (dans le cadre de la réforme issue du concile Vatican II, le pape Paul VI replace cette solennité au 1er janvier[26]. « En invitant les fidèles à recourir à Marie, l'Église adore dans l'enfant de la Vierge, le prince de la Paix », et par conséquent ce premier jour de l'année est devenu, selon les vœux de Paul VI : une journée mondiale de la paix, à ne pas confondre avec la Journée internationale de la paix fixée au 21 septembre depuis 2002 par l'Assemblée générale de l'ONU)[27].

### Saints des Églises chrétiennes

#### Saints des Églises catholiques et orthodoxes
- Almachius de Rome († 391), martyr[28],[29].
- Basile d'Aix († v. 495), évêque.
- Clair du Dauphiné († 660), abbé du monastère Saint-Marcel à Vienne.
- Concorde de Spolète († vers 175), prêtre et martyr.
- Eluan († vers 198), évêque, et son compagnon Méduin, évangélisateurs des bretons insulaires.
- Émilie de Césarée († v. 370), Mère de Saint Basile de Césarée, saint Grégoire de Nysse, saint Pierre de Sébaste - date orientale - fêté le 30 mai en Occident.
- Euphrosyne d'Alexandrie († 470), ou Émeraude, moniale.
- Faine (en) († VIe siècle), vierge irlandaise.
- Félix de Bourges (†576), 23e évêque de Bourges.
- Frobert († 673), moine au monastère de Luxeuil, puis fondateur de Moutier-la-Celle, à Saint-André-les-Vergers.
- Fulgence de Ruspe († 532), évêque de Ruspe (aujourd'hui Henchir-Sbia), en Tunisie.
- Justin de Chieti (it)(† 543), 1er évêque de Chieti.
- Mochua († VIIe siècle), ou Moncain, abbé de Legsi, en Irlande.
- Oyand de Condat († 510), abbé du monastère de Condat.
- Télémaque († 404) ou Almaque, martyr.

#### Saints et bienheureux des Églises catholiques
- Marie (Ier siècle), fêtée sous le titre de "Théotokos / Marie Mère de Dieu"[28].
- Albéron Ier de Louvain († 1128), évêque de Liège.
- Caterina Solaguti († ?), bienheureuse religieuse espagnole.
- Guillaume de Volpiano († 1031), moine bénédictin à Cluny.
- Hugolin (en) († XIVe siècle), ermite à Gualdo Cattaneo.
- Jean de Montecorvino († 1328), bienheureux missionnaire franciscain italien.
- Joseph-Marie Tomasi († 1713), religieux théatin et cardinal.
- Lojze Grozde († 1943), bienheureux laïc slovène mort martyr.
- Marian Konopinski (pl) († 1943), prêtre martyr au camp de concentration de Dachau.
- Odilon de Cluny († 1048), 5e abbé de Cluny.
- René Lego († 1794) et son frère Jean-Baptiste, bienheureux prêtres français martyrs.
- Sisigmond Gorazdowski († 1920), prêtre fondateur des sœurs de la miséricorde de saint Joseph.
- Valentin Paquay († 1905), bienheureux prêtre franciscain à Hasselt.
- Vincent-Marie Strambi († 1824), religieux passioniste et évêque de Macerata.
- Zdislava de Lemberk († 1252), mère de famille et tertiaire dominicaine.

#### Saints orthodoxes
- Pierre de Témissis († 1776), martyr.

### Prénoms du jour[Où?]
Bonne fête aux Marie et ses variantes : Maria, Marina, Marine, Mary, Maryse, etc. (theotokos ci-avant, voir 14 & 15 août voire 8 septembre sinon 8 décembre, mois de mai dit "de Marie", etc.).
Et aussi aux :
- Basile, Vasili, Vasiliu, Vassili, Vassiliu en Roumanie et Moldavie(-extérieure), davantage fêtés les lendemains 2 janvier dans le catholicisme.
- Aux Clair et ses variantes : Clar, Cler, Sklaer, etc. ( voir encore 11 août, 12 août aux féminins),
- aux Eugend,
- Euphrosine, Euphrosyne, Frosine,
- Fulgence,
- Odilon (cf. 4 janvier) et ses variantes: Del, Dilge, Od, Odell, Odilio, Odilo, Odita, Otello, Ottel, Ottelien, Ottli, Otto, Ottokar, Oudilia, Thil, Thill, Thilo, Thillo, Tilch, Tilg, Till, Tilli, Tilo, Udel, etc. (voir 14 décembre pour les Odile).
- Aux Télémaque.

## Traditions et superstitions

### Traditionsporte-bonheur et -fortunes, du31 décembreau Nouvel an à travers le mondeglobalisévoireoccidentalisé
- Argentine, Chili, Italie ou Mexique : les femmes voire les hommes souhaitant rencontrer l'âme-sœur se dévêtent pour certain.e.s en sous-vêtements rouges (roses en Argentine), entre catherinettes des 25 novembre par exemple et saint-Valentin des 14 février voire surtout fêtes asiates de célibataires[17] .
- Brésil : on peut se vêtir de blanc et sauter par-dessus sept vagues en cas de proximité avec l'océan.
- France et Europe du nord (Normandie, Bretagne) ; Vancouver (Colombie britannique et Canada) et autres contrées boréales ès hémisphère : certains individus plongent en maillot de bains (ou sans) dans de l'eau de mer extérieure froide voire glaciale d'hiver (frigodèmes à Dinard, trempette de l'ours polaire vers Vancouver).
- Italie etc.[pas clair] : on peut faire partir des feux d'artifice maison.
- Liège (Belgique) : on déguste parfois une choucroute avec une pièce de monnaie sous son assiette en espoir de prospérité.
- Madrid (Castille, Espagne) : on tente souvent d'avaler un grain de raisin par décompte de chaque minute restant jusqu'au 12e ou 24e coup de la medianoche sous une horloge publique de la Puerta del Sol.
- Nouvelle-Zélande : on sort parfois ses casseroles pour taper dessus en un joyeux tintamarre.

### Dictons
- « À l'An neuf, les jours croissent du pas d'un bœuf. »[30] (puis dicton(s) du 17 janvier et de son ancienne saint-Antoine par exemple, ès rallongement des jours dans l'hémisphère nord terrestre)
- « Beau jour de l'an, beau mois d'août. »[31]
- « Jour de l'An beau, mois d'août très chaud. »[32]
- « Les douze premiers jours de janvier indiquent le temps qu'il fera les douze mois de l'année »[33]
- « Nuit du nouvel an sereine, signe d'une année pleine. »[34]
- « Saint Clair porte quarantaine. »[35]

### Astrologie
- Signe du zodiaque : 11e jour du Capricorne.

## Toponymie
- Les noms de plusieurs voies, places, sites ou édifices de pays ou régions francophones contiennent cette date sous diverses graphies : voir Premier-Janvier .